# Intoxicación por monóxido de carbono
La intoxicación por monóxido de carbono es el conjunto de signos y síntomas que se derivan de la entrada de este gas (habitualmente por las vías respiratorias) en el organismo.

## Etiología
La etiología de esta enfermedad es por inhalación de monóxido de carbono. Las razones por las que una persona puede intoxicarse con CO pueden ser variadas: acciones criminales, acciones bélicas, suicidio, accidentalmente, accidentes laborales, entre otras. Las fuentes de intoxicación pueden ser:
- Combustiones incompletas de carbono:
  - Quema de materia orgánica con aporte insuficiente de oxígeno.
  - Quema de carbono o materias carbonosas, como carbón mineral, carbón vegetal, leña, madera, hidrocarburos derivados del petróleo, explosivos, tabaco...
- Gas de alumbrado (menos tóxico).
- Gas de agua.
- Gas pobre.
- Fuentes industriales: fábricas de metanol sintético, industrias con pirólisis.

## Patogenia
Los mecanismos patogénicos por los cuales el monóxido de carbono resulta tóxico para el organismo humano son los siguientes:
1. Tiene unas 220 veces más afinidad por el grupo hemo de la hemoglobina que el oxígeno, formando una molécula específica, la carboxihemoglobina, disminuyendo la concentración de oxihemoglobina, y con ello, la difusión de oxígeno a los tejidos sistémicos.
2. La carboxihemoglobina interfiere con la disociación del oxígeno de la oxihemoglobina restante y aminora la transferencia de O2 a los tejidos[8]
3. Por la misma razón, inhibe otras proteínas que contienen el grupo hemo, como los citocromos. Inhibe la citocromo-oxidasa, bloqueando la cadena de transporte de electrones en la mitocondria, por lo que reduce la capacidad de la célula para producir energía.
4. Al bloquear la cadena respiratoria, genera moléculas con alto poder oxidante, que dañan proteínas, lípidos y ácidos nucleicos. De hecho, los indicadores de lesión mitocondrial son los mejores indicadores de toxicidad por CO.

## Anatomía patológica
En la necropsia, podemos destacar los siguientes hallazgos anatomopatológicos.

### Examen externo
El cadáver presenta una coloración rosada de la piel y las mucosas, que le dan un cierto aspecto de vitalidad. Las livideces son muy extensas, y su color se suele describir como rojo cereza. Con frecuencia, aparece el fenómeno conocido como livideces paradójicas (las que no aparecen en las zonas declives del cuerpo).

### Examen interno
Además de los signos específicos de cualquier muerte por asfixia, el cadáver tiene una sangre muy fluida, de color rojo carmín. Los órganos también presentan este color. Los pulmones aparecen edematosos.
En el sistema nervioso central se encuentran hemorragias puntiformes anulares alrededor de los vasos y focos de reblandecimiento. Las meninges y el encéfalo están congestionados, y el cerebro edematoso.

## Cuadro clínico

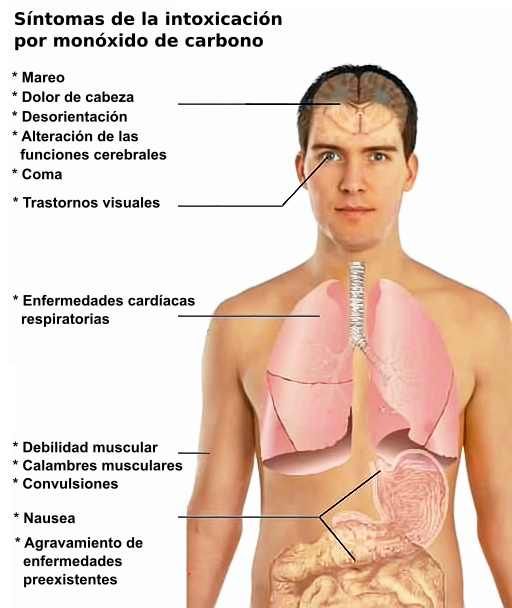

El cuadro clínico se divide en intoxicación crónica, superaguda e intoxicación aguda, esta última dividiéndose en periodo precomatoso, comatoso y postcomatoso en función del nivel de conciencia.
Aunque muchos médicos esperan observar el "signo patognomónico" de color rojo cereza, este no es tan común en la práctica clínica. Estos signos y síntomas son inespecíficos y suelen ser fáciles de confundir.

### Intoxicación superaguda
Consiste en la inhalación masiva del gas, lo que ocurre con muy poca frecuencia. El CO inhibe los centros superiores, provocando convulsiones, coma y muerte fulminante.

### Intoxicación aguda

#### Periodo precomatoso
Inicialmente, el paciente presenta cefaleas, latidos en las arterias temporales, y náuseas y vómitos. El cuadro avanza con parálisis de las extremidades inferiores, somnolencia, escotomas visuales y acúfenos.

#### Periodo comatoso
Sin tratamiento, se aprecia abolición de los reflejos, y el paciente convulsiona y cae en coma. Se observa una acentuada midriasis. La respiración se debilita, y aparecen alteraciones electrocardiográficas del segmento ST y de la onda T (inversión de la onda T). En la analítica, hay leucocitosis con desviación izquierda.

#### Periodo postcomatoso
Si el paciente no muere, la recuperación es lenta, con dolor de cabeza, confusión mental, amnesia, fatiga y debilidad muscular. 
Pueden quedar una serie de secuelas en los diversos aparatos y sistemas:
- En la piel, pueden darse zonas de edema duro, rojizo y doloroso, además de trastornos tróficos.
- En el sistema nervioso, puede haber neuritis periférica, síntomas extrapiramidales y déficits cognitivos.
- Puede haber alteraciones psiquiátricas.
- Pueden generarse alteraciones del sistema endocrino, como hipertiroidismo o diabetes.
- A nivel pulmonar, podemos hallar congestión basal, neumonías y edema agudo de pulmón.

### Intoxicación crónica
Se produce por la inhalación prolongada de dosis reducidas de monóxido de carbono. Los síntomas pueden ser muy variados: cefalea, astenia, dispepsia, policitemia, etc. En ocasiones, puede presentar problemas de diagnóstico diferencial con las secuelas de la intoxicación aguda.

## Diagnóstico
El diagnóstico se basa en la anamnesis (con el antecedente de la inhalación) y la correspondiente exploración física. El análisis más directo y predictivo que podemos realizar es una medida de los niveles de carboxihemoglobina por espectrofotometría.
| % de CO | Clínica                                   |
| ------- | ----------------------------------------- |
| < 10%   | Asintomático                              |
| 10-20 % | Cefalea, vasodilatación                   |
| 20-30 % | Cefalea, disnea, angor de esfuerzo        |
| 30-40 % | Alteraciones visuales, debilidad, sopor   |
| 40-50 % | Síncope, taquicardia, taquipnea           |
| 50-60 % | Respiración irregular, convulsiones, coma |
| > 60 %  | Parada cardiorrespiratoria, muerte        |

Entre las pruebas diagnósticas encontramos la gasometría y la química sanguínea específica para carboxihemoglobina o simplemente en búsqueda de un aumento en la hemoglobina, sugestivo de la intoxicación crónica.

## Diagnóstico diferencial

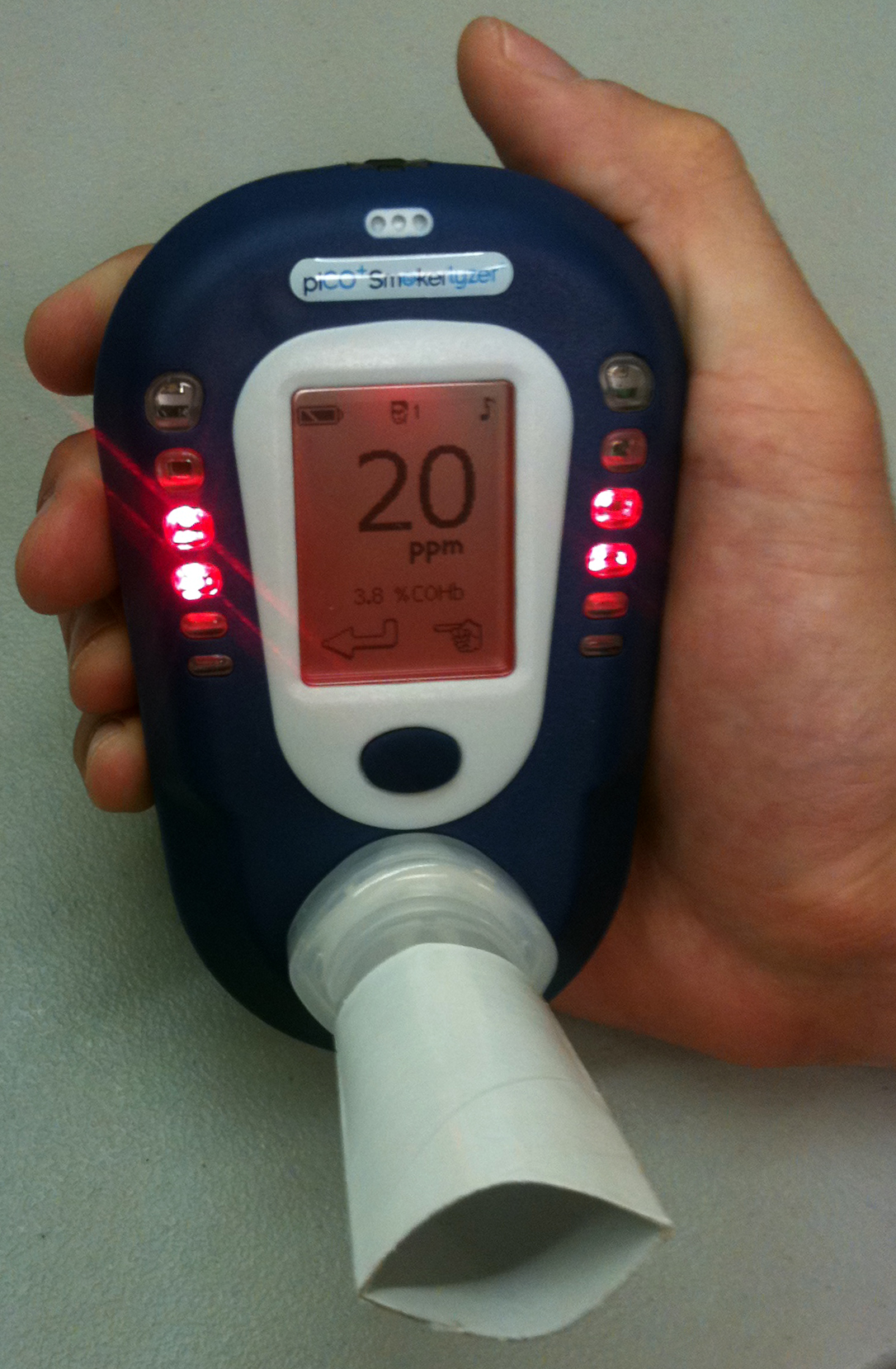
Dispositivo de detección de monóxido de carbono en el aliento que muestra los resultados de una prueba.

Aunque el diagnóstico suele ser relativamente sencillo, suele ser conveniente descartar otras intoxicaciones por tóxicos volátiles, así como otras causas de hipoxemia, causa principal de casi todas las alteraciones por la intoxicación por CO.
El diagnóstico con el que más se confunde esta intoxicación es con la intoxicación por gas butano. Aunque los derivados del petróleo no contienen CO, este puede formarse por combustión incompleta en la estufa.

## Tratamiento
El tratamiento consiste, al igual que en cualquier tipo de intoxicación, en evacuar al paciente de la fuente de intoxicación. A continuación, se le aplican una serie de medidas generales: soporte vital y reanimación cardiopulmonar, si fuera necesario; monitorización, con electrocardiograma, hemograma, análisis bioquímicos, gasometría y control de la carboxihemoglobina en sangre cada cuatro horas; administración de oxígeno al 100 % (independientemente del nivel de saturación de oxígeno) hasta conseguir unos niveles de carboxihemoglobina inferiores al 3 %,  y tratamiento de los síntomas colaterales.
Una opción terapéutica es el uso de una cámara de oxígeno hiperbárico. Se utiliza cuando se dan uno o más de los siguientes factores de mal pronóstico: alteraciones neurológicas o cardiovasculares graves, acidosis severa, carboxihemoglobinemia superior al 25 %, y pacientes gestantes o de más de 60 años de edad.
Con aire ambiental a una atmósfera de presión la vida media (Vm) del COsanguíneo es de 320 minutos; si se aumenta la fracción de O2 a 100nbsp;% (oxígeno puro) la Vm disminuye a 80 minutos y si se usa oxigenoterapia con O2 a 2 o 3 atmósferas la Vm disminuye a 20 minutos.

## Pronóstico
El pronóstico de la enfermedad, salvo que se encuentre al paciente en estado demasiado avanzado (coma prolongado), en general es bueno, salvo las secuelas arriba mencionadas.

## Profilaxis
Consisten en métodos generales para evitar la intoxicación. En la actualidad, son especialmente importantes las revisiones periódicas de las instalaciones de gas por organismos certificados. Asimismo, es conveniente no permanecer cerca de fuentes de combustión demasiado tiempo. Cualquier combustión debe tener un aporte de oxígeno apropiado.